# اسپرس طناز مشهدی
اسپرس طناز مشهدی (نام علمی: Onobrychis amoena subsp. meshhedensis) نام یک زیر گونه از سرده اسپرس است.